# Carea moira
Carea moira är en fjärilsart som beskrevs av Swinhoe 1893. Carea moira ingår i släktet Carea och familjen trågspinnare. Inga underarter finns listade i Catalogue of Life.